# La Ferrière-de-Flée
La Ferrière-de-Flée megyében. 2016. december 15-én tizennégy másik korábbi községgel egyesült és Segré-en-Anjou Bleu új község része lett.
Lakosainak száma 327 fő (2018. január 1.). La Ferrière-de-Flée Aviré, L’Hôtellerie-de-Flée, Saint-Sauveur-de-Flée, Segré és Saint-Quentin-les-Anges községekkel határos.

## Népesség
A település népességének változása:
| Lakosok száma | 362  | 332  | 272  | 265  | 262  | 361  | 362  | 359  | 356  | 327  |
|               | 1968 | 1975 | 1982 | 1990 | 1999 | 2011 | 2013 | 2015 | 2017 | 2018 |